# Nágido
Nágido (en griego, Νάγιδος) es el nombre de una antigua ciudad griega de Cilicia.
Pomponio Mela menciona que tanto Celénderis como Nágido eran colonias de Samos. Estrabón ubica Nágido en las proximidades de Anemurio y Arsínoe y enfrente de Lápato, lugar de Chipre. El Periplo de Pseudo-Escílax indica que Nágido tenía una isla entre los territorios que dependían de ella.
Se conservan monedas de plata de Nágido fechadas a partir del siglo V a. C. con la inscripción «ΝΑΓΙΔΙΚΟΝ», «ΝΑΓΙΔ» o «ΝΑΓΙΔΕΩΝ».
Se identifica con unas ruinas situadas en la ciudad turca de Bozyazı.